# Barek
Barek (ukr. Барок) – wieś na Ukrainie, w obwodzie winnickim, w rejonie barskim.
W czasach Rzeczypospolitej wieś leżała w województwie podolskim. Pierwotnie miasteczko o nazwie Dąbrowa. Za Jana II Kazimierza uległo ono zupełnemu zniszczeniu. W miejsce Dąbrowy powstała nowa osada nazywana Barek. Odpadła od Polski w wyniku II rozbioru.